# 벤 유릭
벤 유릭(영어: Ben Urich)은 마블 코믹스의 등장인물로, 데일리 뷰글 신문사의 기자로서 데어데블과 스파이더맨의 조력자이다. 1978년 7월 《데어데블》 153호에 처음 등장했고, 로저 매켄지와 진 콜런이 공동 창작하였다.

## 담당 배우

### 영화
- 데어데블(2003) - 조 판톨리아노

### TV 드라마
- 데어데블(2014) - 본디 커티스홀

## 담당 성우

### 비디오 게임
- 스파이더맨: 뉴욕 전투(2006) - 로빈 앳킨 다운스
- 마블 히어로즈(2013) - 팀 블레이니